# Trương Thị Sáu

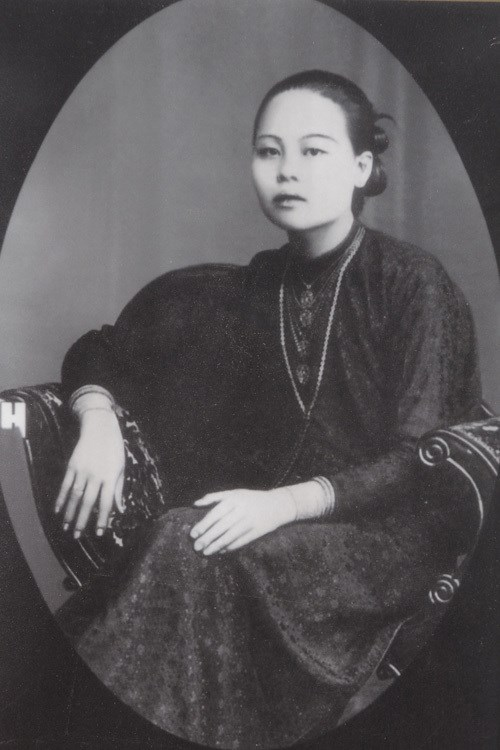
Trương Thị Sáu

Bà Nguyễn An Ninh, tên thường dùng là Trương Thị Sáu (1899-1983) là một chính khách và nhà hoạt động xã hội Việt Nam. Bà cũng là vợ của nhà cách mạng Nguyễn An Ninh.

## Cuộc đời và sự nghiệp
Bà có nhũ danh là Trương Thị Sa, sanh ngày 26 tháng 6 năm 1899 tại Phước Lại, quận Cần Giuộc, tỉnh Chợ Lớn (hiện nay là tỉnh Long An). Cha bà là người Hoa từ Phúc Kiến (Trung Quốc) sang Việt Nam để mưu sinh và lấy vợ Việt Nam. Khi bà được hai tháng tuổi thì cha mất. Bà Sa và các anh chị phải sống tự lập. Ngoài việc ruộng rẫy bà còn học thêm nghề dệt chiếu, nghề may. 

Từ năm 18 tuổi, bà quyết tâm lên Sài Gòn lập nghiệp và năm 22 tuổi đã trở thành một chủ tiệm may có tiền dư dã, có sắc đẹp nổi danh là "Cô Sáu Cầu Ông Lãnh"được các giới thượng lưu, trí thức, quan chức, thương gia mến mộ.
Năm 24 tuổi, bà gặp Nguyễn An Ninh, một nhà yêu nước chân chính, có chí khí hơn người nên đồng ý kết hôn với ông và bán tiệm may, bỏ cuộc sống xa hoa ở thành thị để về sống bên chồng tại quê Mỹ Hòa (Hóc Môn), chấp nhận cuộc sống lao động vất vả của một phụ nữ nông thôn.
Về làm vợ ông Ninh, ngoài việc chăm lo gia đình và phụng dưỡng cha chồng, (ông Nguyễn An Khương thường xuyên đau yếu) bà còn tận tình giúp ông nhiều việc trong sự nghiệp cứu nước mà ông đã dấn thân.
Bà lo tiền bạc cho ông đi Pháp rước cụ Phan Châu Trinh về nước để xây dựng phong trào chống Pháp đồng thời lo chu đáo thuốc men, nơi ăn ở và chăm sóc cụ Phan Châu Trinh. Bà còn giúp đỡ phương tiện vật chất, tiền bạc cho anh em đồng chí của Nguyễn An Ninh, nhất là lo cho ông tiếp tục ra các tờ báo Tiếng Chuông Rè và Nước Nam.
Nhân ngày giỗ giáp năm cụ Phan Châu Trinh (1927), bà cùng cốt cán Thanh Niên Cao Vọng  vận động hàng trăm ngàn người đi viếng mộ cụ Phan Châu Trinh và lo lộ phí cho chồng đi Pháp vận động cách mạng.
Tháng 9 năm 1928, khi ông Nguyễn An Ninh bị bắt lần hai, Thống đốc Nam Kỳ mời bà lên định mua chuộc, dụ dỗ, hứa cấp tiền, cấp đất nếu khuyên được chồng thôi làm quốc sự. Nhưng bà khéo léo khước từ.
Năm 1929, lúc ông Nguyễn An Ninh còn bị giam giữ, bà đã tận tình giúp đỡ ông Châu Văn Liêm từ Cần Thơ lên vùng Hóc Môn hoạt động. Bà còn giới thiệu cốt cán Thanh Niên Cao Vọng để ông Liêm tổ chức thành lập Đảng Cộng sản
Cuối năm 1931, ông Nguyễn An Ninh ra tù. Bà ra sức lo bảo đảm an ninh cho ông, xây dựng khu nhà mình thành một hệ thống phòng ngự chặt chẽ không tên mật thám nào lọt vào được. Đồng thời, nhà bà trở thành trạm liên lạc để những người hoạt động cách mạng gặp gỡ nhau hoặc nghỉ ngơi, bồi dưỡng sức khỏe, hoặc tạm lánh vì bị mật thám truy bắt. Bà đã lo cho họ tất cả từ tiền tàu xe, quần áo đến mọi việc. Tính ra trong thời gian này có hàng ngàn người qua lại nhà bà và bà đã bán dần tư trang để lo giúp đỡ họ. Lý Tự Trọng cũng là một trong những người hay đến đây đọc sách báo, mà bà thường gọi chú Nhỏ hay "con mọt sách".
Để có tiền, bà phải nấu dầu cù là cho ông Nguyễn An Ninh và nhiều anh em khác đi bán dạo, đồng thời để ngụy trang đi khắp nơi vận động quần chúng. Bà đã kiếm được một số tiền khá lớn để ra báo Tranh Đấu đóng góp vào việc vận động thắng cử của hai đảng viên Cộng sản Nguyễn Văn Tạo và Dương Bạch Mai vào Hội đồng Thành phố Sài Gòn. Sau đó vào năm 1935, bà lại phải lặn lội xuống vùng Lục Tỉnh để bán vải mặc dù khi ấy bà đang mang thai đứa con thứ tư. Nhờ đồng bào thương và giúp đỡ, bà kiếm được số tiền giúp ông Ninh khởi xướng phong trào Đông Dương Đại hội
Trong cao trào của phong trào này, bà cũng tham gia đi vận động khắp nơi thành lập các Ủy ban Hành động. Và tại xã Mỹ Hòa bà được cử làm Chủ tịch Ủy ban Hành động xã. Bà làm việc ngày đêm, viết khẩu hiệu rồi đem treo khắp nơi, kể cả nhà việc của ban hội tề.
Qua nhiều năm sát cánh, bà trở thành người đồng chí thân thiết của Nguyễn An Ninh, thường cùng ông bàn bạc những việc hệ trọng.
Sau khi ông Nguyễn An Ninh bị bắt lần ba và bị tòa án Trà Vinh kêu án, bà viết một bức thư gởi Toàn quyền Đông Dương và Thống đốc Nam Kỳ xác định chồng mình vô tội, yêu cầu xét lại bản án.
Trong khi ông Nguyễn An Ninh ngồi tù, tuy cuộc sống có vất vả bà vẫn cố gắng cho in và xuất bản quyển "Phê bình Phật giáo"mà ông vừa viết xong trước ngày bị bắt
Năm 1939, ông Nguyễn An Ninh ra tù nhưng còn 5 năm biệt xứ nên phải cư trú ở Mỹ Tho. Bà đưa các con xuống cùng ở đó với ông. Rồi ông lại bị bắt và đày ra Côn Đảo. Bà đưa gia đình trở về sống tại Mỹ Hòa để chăm sóc người cô chồng là bà Nguyễn Thị Xuyên  đang lâm bệnh nặng. Sau khi bà Xuyên mất, bà dọn về sống ở Bà Chiểu, thuê phố ở với người cháu dâu là Nguyễn Thị Một (vợ ông Trương Văn Bang, nguyên Bí thư Xứ ủy Nam Kỳ thời kỳ 1933 - 1936). Vì lúc này bà Nguyễn Thị Một cần một chỗ nương tựa để tiếp tục hoạt động sau khi Nam Kỳ khởi nghĩa bị thất bại. Khi đó quân đội Nhật mới vào Đông Dương, ba lần cho người đến tìm bà để mua lại tủ sách của ông Nguyễn An Ninh và định mua chuộc bà, dụ dỗ ông Ninh cộng tác với họ thành lập chính phủ thân Nhật. Dù biết chồng đang lâm bệnh nặng tại Côn Đảo, bà vẫn nhất quyết từ chối.
Cuối năm 1943, bà được tin Nguyễn An Ninh qua đời tại Côn Đảo để lại cho bà gánh nặng gia đình và sự nghiệp cứu nước còn dang dở. Bà vẫn tiếp nối chí hướng của ông.
Bà và ông Nguyễn An Ninh sinh được 5 người con:
1/Nguyễn An Định (1926-2019)
2/Nguyễn Thị Bình (03/11/1928- mất ngày 04/04/2013 nhằm ngày 24/02/2013 Âm lịch)
3/Nguyễn An Tịnh
4/Nguyễn Nguyệt Minh
5/Nguyễn An Vĩnh

## Hoạt động chính trị
Cuối năm 1944, tình hình Sài Gòn căng thẳng vì máy bay đồng minh đánh phá. Bà phải đưa các con về quê nhà ở Cần Giuộc tạm trú. Tháng 8 năm 1945, cách mạng Việt Nam giành được chính quyền, nhưng Pháp và Nhật sau khi rút lui đã lấy hết tiền trong nhà băng. Theo yêu cầu của Xứ ủy Nam Kỳ, bà vận động các nhà tư sản ở Sài Gòn – Chợ Lớn trong một ngày đã có số tiền lớn cho chính quyền cách mạng, sau đó bà tiếp tục đi các tỉnh Mỹ Tho, Bến Tre, Trà Vinh, Vĩnh Long v.v...để quyên tiền. Nhờ khí thế Cách mạng và uy tín của Bà, trong một thời gian ngắn bà đã đem về cho chính quyền cách mạng một nguồn ngân sách lớn cho chi dùng trong những ngày đầu khó khăn.
Cuối 1945 Pháp chiếm lại Sài Gòn và chuẩn bị tràn xuống Cần Giuộc, bà bỏ tiền nhà và vận động các thương gia người Hoa tiếp tế thực phẩm, tổ chức nấu cơm cho lực lượng tự vệ. Khi Cần Giuộc bị chiếm, bà lại chuyển gia đình trở lại Sài Gòn và tham gia công tác nội thành của chính quyền cách mạng.
Sau [Hiệp định sơ bộ] ngày 06 tháng 3 năm 1946, bà được Xứ ủy Nam Kỳ giao trách nhiệm đưa ra số báo công khai lấy tên "Phụ Nữ". Báo chỉ cần ra một số nhân ngày 19 tháng 5 năm 1946 để kêu gọi đồng bào Nam Bộ đoàn kết kháng chiến giành độc lập, và giới thiệu về Chủ tịch Hồ Chí Minh với đồng bào Nam Bộ, bà suýt bị Pháp giam giữ vì trên trang nhất có in ảnh Cụ Hồ và lá cờ có ngôi sao năm cánh.
Năm 1947, Bà tham gia công tác vận động thành lập Liên đoàn Thương gia, Liên đoàn Công chức và Mặt trận Liên Việt Thành Sài gòn, tham gia thực hiện chủ trương thống nhất phong trào phụ nữ toàn Nam Bộ. Bà đắc cử Hội trưởng Hội Phụ nữ Việt Nam thành Sài Gòn, ủy viên phụ trách tài chính Ban Chấp hành Liên Việt thành phố.
Năm 1948, Bà được chính quyền cách mạng điều ra chiến khu. Từ năm 1949 đến năm 1954, Bà liên tiếp đảm trách các chức vụ: Ủy viên Ban Chấp hành Hội Phụ nữ tỉnh Rạch Giá, Phó Chủ tịch Mặt Trận Liên Việt Nam Bộ, chuyên trách công tác cứu tế xã hội, thành lập nhà bảo sanh, trại ấu nhi, ủy lạo bộ đội, tiếp nhận tù binh được trao trả, đón các đơn vị quân tình nguyện.
Ngày 1 tháng 1 năm 1951 Bà được kết nạp vào Đảng Cộng sản Việt Nam tại Rạch Giá. Lúc này Đảng Cộng sản đổi tên là Đảng Lao động Việt Nam, chỉ kết nạp trường hợp thật đặc biệt. Cũng năm 1951 Xứ ủy Nam Kỳ được đổi tên là Trung ương Cục Miền Nam, từ Đồng Tháp Mười dời căn cứ xuống vùng khu 9 Nam Bộ. Để nuôi cả bộ máy kháng chiến ngoài tiền thì cần có lúa gạo, cần có sự đóng góp của tất cả địa chủ của các tỉnh Cần Thơ, Rạch Giá, Bạc Liêu, Sóc Trăng, là thành phần chưa thật tin cậy vào chính quyền cách mạng. Ông Lê Duẩn chỉ đạo bằng mọi cách phải thuyết phục và kết nạp cho được bà Ninh vào Đảng, khi bà Nguyễn An Ninh là cộng sản thì họ sẽ tin Cộng sản. Cũng đồng thời với bà Ninh còn có ông Cao Triều Phát , là hai người mà chủ trương của Trung ương Cục phải kết nạp vào Đảng. Bà Nguyễn An Ninh vào Đảng thì giới địa chủ sẽ tin vào kháng chiến- Ông Phát vào Đảng thì các giáo phái đạo Cao Đài và cả Hòa Hảo cũng theo kháng chiến.
Từ năm 1929, từ Châu Văn Liêm, rồi Hà Huy Tập, Nguyễn Thị Minh Khai, giáo sư Trần Văn Giàu đều mời bà vào Đảng, nhưng bà đều từ chối. Nhưng lần này vì lợi ích của cuộc kháng chiến, cuối cùng bà nhận lời. Bà đã thành lập Hội Cứu tế xã hội ở khu 9 với hơn 200 địa chủ tham gia, đóng góp thóc gạo dư thừa để nuôi bộ đội, nuôi bộ máy kháng chiến suốt nhiều năm.
Năm 1954, bà tập kết ra Bắc trong khuôn khổ Hiệp định Genève. Tại Hà Nội, bà vinh dự được Chủ tịch Hồ Chí Minh mời đến thăm hỏi và dùng cơm thân mật cùng một số chị em khác. Đây là lần đầu tiên Bà được gặp người mà chồng bà khi còn sống hết lòng ngưỡng mộ, thương yêu, tôn kính. Từ lần đầu tiên Bà gặp Chủ tịch cho đến ngày Người mất, Bà luôn được sự thăm hỏi ưu ái của Người.
Từ năm 1955 đến năm 1970, Bà được phân công xây dựng trường Nhi đồng miền Nam. Tuy công việc nặng nề, khó khăn vì thời kỳ này máy bay Mỹ đang đánh phá miền Bắc Việt Nam, trường phải liên tục dời địa điểm nhưng bà vẫn hoàn thành nhiệm vụ.
Bà là Đại biểu Quốc hội khóa 2 và 3 liên tục trong 10 năm. Và trong thời gian từ năm 1955 đến 1970, bà được đi tham quan hàng chục nước như Trung Quốc, Mông Cổ, Liên Xô, Tiệp Khắc, Hung-ga-ri, Bung-ga-ri, Cộng hòa Dân chủ Đức, An-ba-ni, Thụy Sĩ. Riêng tại Trung Quốc, bà gặp lại con trai Nguyễn An Tịnh đang du học ở Bắc Kinh, và tại Cộng hòa Dân chủ Đức, bà gặp người con trai út Nguyễn An Vĩnh đang theo học ở đây suốt 17 năm, sau này đậu bằng Tiến sĩ Khoa học. Trong cuộc đời bà, sự hy sinh lớn nhất là không thể tự mình chăm sóc các con ngay từ khi chúng còn thơ ấu mà phải gởi nhờ bè bạn dưỡng nuôi, trong đó có ông bà Võ Thành Cứ . Nhưng sự hy sinh ấy đã được đền bù xứng đáng, các con của bà đều nên người và đi theo con đường lý tưởng của cha mẹ.

## Huân chương cao quý
Ghi nhận công lao với đất nước, chính phủ Việt Nam đã trao tặng Bà Huân chương Độc Lập hạng nhất.
Vì Tổ quốc bà đã cống hiến trọn vẹn cuộc đời mình cho sự nghiệp cách mạng của Ông Nguyễn An Ninh. Thật cao đẹp khi bà đã liên tục giúp ông vì nghĩa lớn, không màng đến quyền lợi cá nhân, hy sinh hạnh phúc, sản nghiệp gia đình và ngay cả sinh mạng của chính Nhà Cách mạng Nguyễn An Ninh để bảo vệ khí tiết, bảo vệ lý tưởng của Ông. Đó là sự hy sinh cao độ bằng một ý chí sắt đá, một nghị lực phi thường hiếm có.
Bà mất ngày 03 tháng 12 năm 1983, hưởng thọ 84 tuổi, trong sự tiếc thương và ngưỡng mộ của nhiều tầng lớp dân Sài Gòn thời điểm đó.